# 우석초등학교
우석초등학교는 대한민국 강원특별자치도 춘천시 석사동에 있는 초등학교다.

## 학교 연혁
- 1999.09.01 우석초등학교 개교(987명 21학급)
- 1999.09.01 제1대 이규성 교장 부임
- 2000.09.01 제2대 이흥우 교장 부임
- 2004.09.01 제3대 허재영 교장 부임
- 2007.09.01 제4대 서명복 교장 부임
- 2009.09.01 제5대 신현철 교장 부임
- 2011.03.01 제6대 이흥순 교장 부임
- 2013.03.01 국정교과서 현장적합성 검토 연구학교 운영
- 2015.03.01 제7대 심영태 교장 부임
- 2017.03.01 제8대 김종화 교장 부임
- 2017.03.01 춘천교육대학교 교육실습대용학교 지정

## 학교 동문
- 조구함